# Zbrodnia w Mściwujach
Zbrodnia w Mściwujach – masowe mordy dokonywane przez Niemców pod koniec lipca 1941 na ludności żydowskiej z Kolna, Stawisk, Małego Płocka i okolicznych miejscowości.
Zginęło od 1000 do 2000 Żydów. Zbrodni dokonano wśród pól, w pobliżu wsi Mściwuje, po wschodniej stronie drogi stronie drogi Mściwuje – Śmiarowo. Do pogrzebania zwłok wykorzystano wykopane przez wojska radzieckie rowy przeciwczołgowe. Funkcjonariusze żandarmerii niemieckiej począwszy od 20 lipca 1941, przez około tydzień, rozstrzeliwali ludność żydowską zwożoną z okolicznych miejscowości.
Jak ustaliła Okręgowa Komisja Badania Zbrodni Hitlerowskich w Białymstoku, wśród ofiar było około 900 osób ze Stawisk, ponad 50 z Małego Płocka, żydowskich mieszkańców Kolna (głównie kobiety i dzieci, mężczyzn zamordowano w Kolimagach).
Zwłoki zamordowanych przysypywali piaskiem najpierw Niemcy, a następnie wyznaczyli do tej czynności rolników ze wsi Mściwuje.
W 1944 Niemcy chcąc zatrzeć ślady dokonanej zbrodni, odkopali groby – zwłoki pomordowanych oblali benzyną i smołą a następnie podpalili. Co najmniej jednej mogiły nie zdążyli zniszczyć.
Po wyzwoleniu zbiorowa mogiła została ogrodzona –, w części centralnej ustawiono granitowy pomnik z napisem: „Tu spoczywają prochy tysięcy ofiar faszyzmu hitlerowskiego zamordowanych w latach 1941–1943. Cześć ich pamięci”.
Zgodnie ze śledztwem OKBZH w Białymstoku w egzekucji zginęli m.in.
- 900 osób ze Stawisk:

w tym trzech braci Morusów w wieku około 30 l., dwóch braci Brzostowskich, dwóch braci Szternów, Kac, Perłowicz, trzech braci Niedźwiadowiczów
- 54 osoby ze wsi Mały Płock w tym:

Berek Cieniewicz z rodziną (5 osób)
Arun Cywan z rodziną (5 osób)
Rutek Cywan z rodziną (3 osoby)
Icek Kitajewicz z rodziną (8 osób)
Arun Pniewicz z rodziną (8 osób)
Akum Wróblewski z rodziną (7 osób)
Mendel Załęski z rodziną (6 osób)